# الی سیمون
الی سیمون (به انگلیسی: Élie Semoun) (زاده ۲۱ ژانویه ۱۹۶۲) بازیگر فرانسوی است.
از فیلم‌های معروف او می‌توان به بازی در فیلم ایزنوگود، کایرا، آستریکس در بازی‌های المپیک، بخت زندگی‌ام و عروسی‌های سریال اشاره کرد.